# Communion (film)
Pour les articles homonymes, voir Communion (homonymie).
Pour plus de détails, voir Fiche technique et Distribution.
Communion est un film américain réalisé par Philippe Mora, sorti en 1989.

## Synopsis
L'écrivain Whitley Strieber part passer quelques jours dans une maison en forêt avec sa famille et ses amis Alex et Sara. Une nuit, il est réveillé par une forte lueur et sort voir ce qu'il en est. Le lendemain, il a tout oublié de ce qui s'est passé mais commence peu après à avoir des hallucinations. Il consulte la psychiatre Janet Duffy qui utilise la régression hypnotique afin de découvrir ce qui s'est passé cette nuit.

## Fiche technique
- Titre : Communion
- Réalisation : Philippe Mora
- Scénario : Whitley Strieber, d'après son livre Communion: A True Story
- Photographie : Louis Irving
- Montage : Lee Smith
- Musique : Eric Clapton et Allan Zavod
- Pays de production:  États-Unis
- Langue originale : anglais
- Format : couleur - 1.85 : 1 - Dolby
- Genre : science-fiction
- Durée : 106 minutes
- Date de sortie : 
  - États-Unis : 10 novembre 1989

## Distribution
- Christopher Walken (VF : François Leccia) : Whitley Strieber
- Lindsay Crouse (VF : Micky Sébastian) : Anne Strieber
- Frances Sternhagen (VF : Paule Emanuele) : Janet Duffy
- Andreas Katsulas (VF : Jean-Luc Kayser) : Alex
- Terri Hanauer (VF : Marie-Martine Bisson) : Sarah
- John Dennis Johnston (VF : Joël Martineau) : le pompier
- Dee Dee Rescher (VF : Colette Venhard) : Mme Greenberg
- Kate Stern (VF : Michele Buzynski) : la femme dans le bus
- Basil Hoffman (VF : Jean-Pierre Leroux) : le Dr Friedman
- Paul Clemens (VF : Daniel Lafourcade) : Patrick
- Maggie Egan (VF : Anne Deleuze) : Nancy
- Irene Forrest (VF : Virginie Ledieu) : Sally
- Sally Kemp (VF : Frédérique Villedent) : Laurie
- Vince McKewin (VF : Nicolas Marié) : Bob

## Accueil
Il a rapporté 1 919 653 de dollars au box-office américain.
Il recueille 20 % de critiques favorables, avec une note moyenne de 4,4/10 et sur la base de 10 critiques collectées, sur le site Rotten Tomatoes.